# Rhein-Route

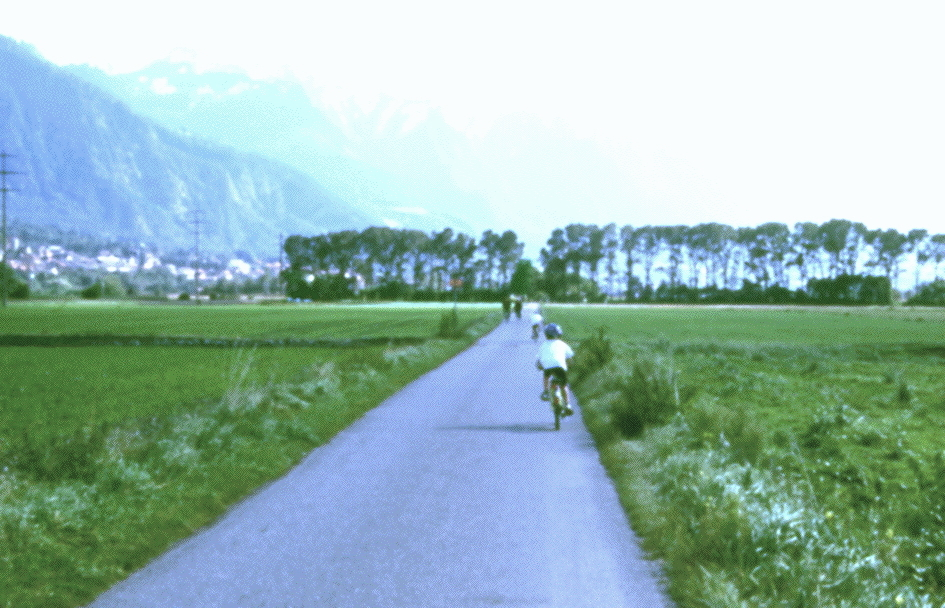
Rheinroute im Tal des Alpenrheins zwischen Bad Ragaz und Chur

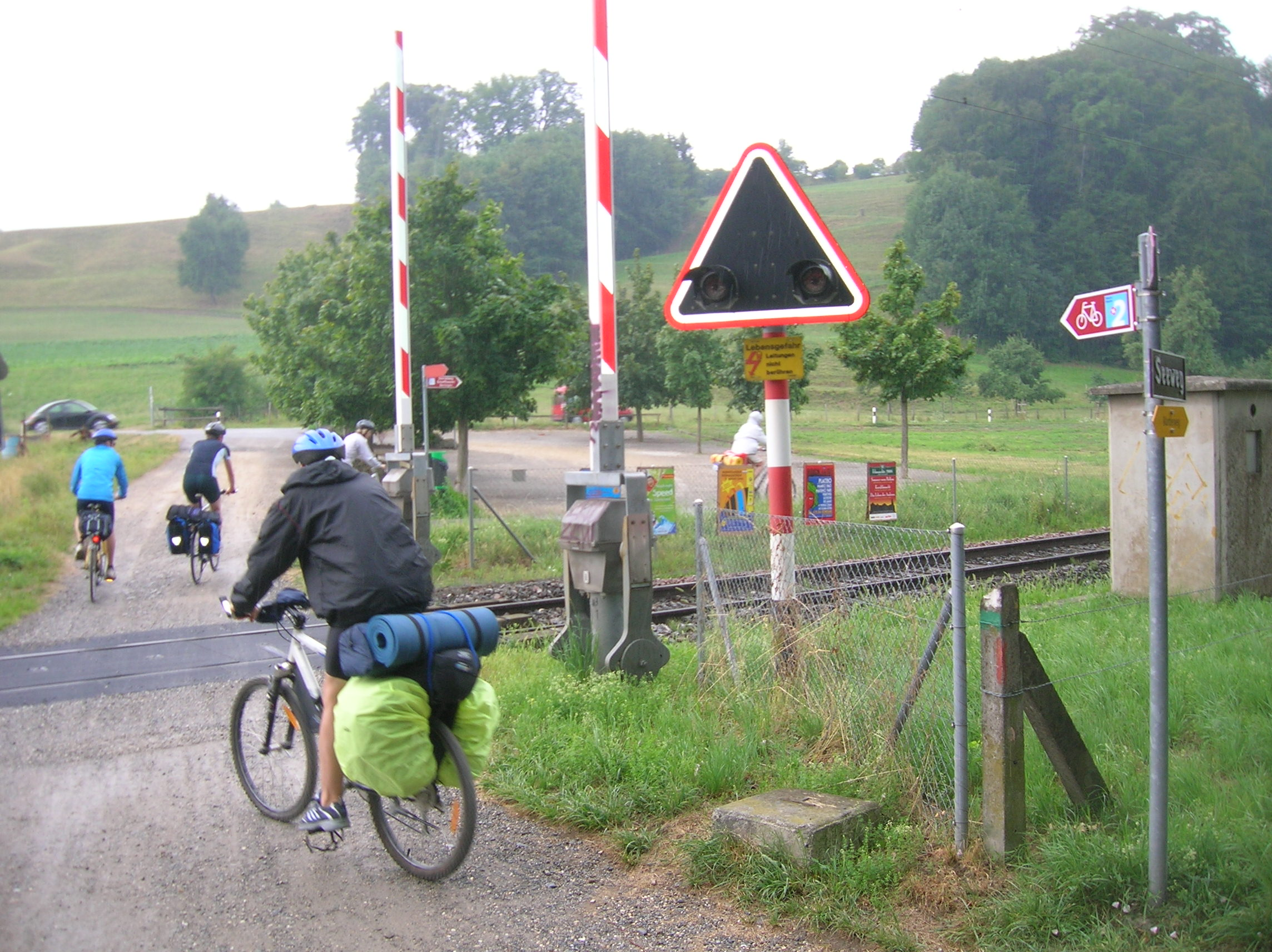
Fahrradfahrer auf der Rhein-Route

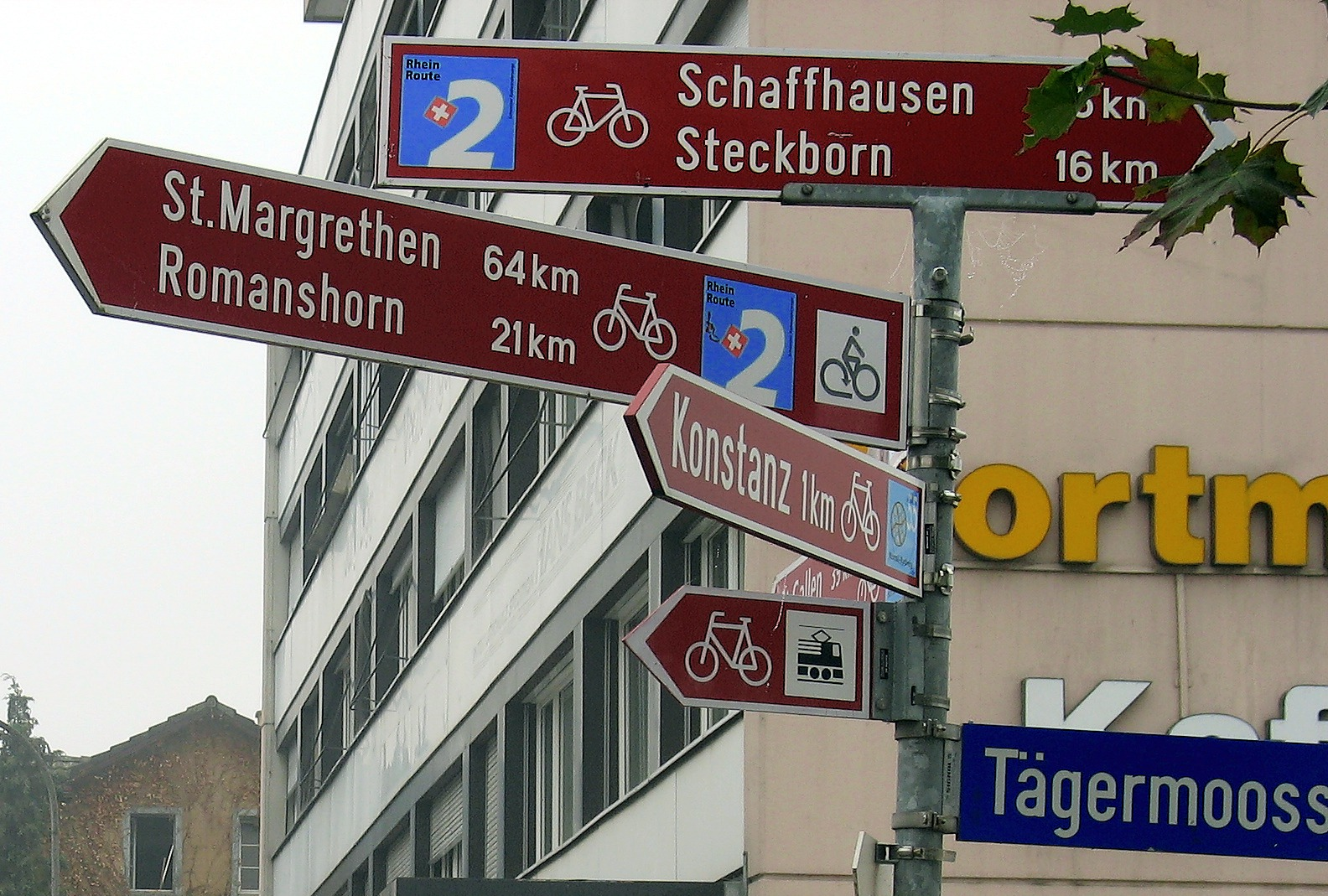
Wegweiser Bodenseeradweg mit Logo Rhein-Route

Die Rhein-Route ist die nationale Fahrradroute 2 der Schweiz und bildet den südlichsten Teil des internationalen Rheinradwegs. Sie beginnt in Andermatt, führt hinauf zum Oberalppass und begleitet dann den Vorderrhein bis Chur. Weiter geht es am Alpenrhein, Bodensee und Hochrhein entlang über St. Margrethen, Rorschach, Schaffhausen und Koblenz bis Basel. Die Rhein-Route hat eine Länge von 430 km, davon sind 68 km ungeteert. In Fliessrichtung des Rheins sind 2.000 Höhenmeter zu bewältigen, rheinaufwärts 3.200 m.
Die Route ist wie die anderen nationalen Fahrradrouten der Schweiz mit roten Hinweisschildern gekennzeichnet und wird von Veloland Schweiz unterhalten.

## Anschlussrouten
In Konstanz beginnt der baden-württembergische Rheintal-Weg, der erst um den Zeller See, Gnadensee und Untersee herumführt und ab Stein am Rhein auf der deutschen Seite dem Hochrhein bis Basel folgt.
In Andermatt gibt es einen Anschluss an die Rhone-Route und die Nord-Süd-Route, in Chur an die Graubünden-Route, in St. Margrethen an die Alpenpanorama-Route, in Romanshorn an die Mittelland-Route, im aargauischen Koblenz an die Aare-Route, in Basel an die Jura-Route und die Nord-Süd-Route. Die Strecke von Sargans bis Rorschach bildet sowohl Teil der Rhein-Route als auch der Seen-Route.
Ab Basel läuft der internationale Rheinradweg weiter bis zur Rheinmündung bei Rotterdam.
Entlang des Bodensees entspricht die Route dem Bodensee-Radweg.

## Veloverlad
Durch eine Bahnfahrt mit Fahrradmitnahme („Veloverlad“) können Höhenmeter eingespart oder schwierige Abschnitte vermieden werden. Veloland Schweiz empfiehlt folgende Strecken mit der Bahn zurückzulegen:
- Andermatt–Oberalppass bzw. in umgekehrter Richtung Disentis–Oberalppass. Eine alternative Empfehlung ist der Verlad auf der gesamten Strecke Andermatt–Disentis. Eingesparte Höhenmeter: Andermatt–Oberalppass 610 m, Disentis–Oberalppass 900 m.
- Ilanz–Reichenau–Tamins. Die Zugfahrt führt durch die Ruinaulta. Es werden folgende Höhenmeter eingespart: Ilanz–Reichenau 300 m, in umgekehrter Fahrtrichtung 390 m.